# Gilbert Melendez
Gilbert Melendez (ur. 12 kwietnia 1982 w Santa Ana) – amerykański zawodnik mieszanych sztuk walki (MMA), dwukrotny mistrz Strikeforce w wadze lekkiej.

## Sportowa kariera
W mieszanych sztukach walki zawodowo występuje od 2002 roku. Początkowo walczył dla organizacji WEC, której został w 2004 roku mistrzem w wadze lekkiej. W latach 2004–2005 występował w japońskiej organizacji Shooto.

### Strikeforce
W 2006 roku związał się ze Strikeforce. 9 czerwca 2009 roku pokonał Claya Guidę, zostając mistrzem tej organizacji w wadze lekkiej. Następnie powrócił do Japonii, gdzie stoczył dwie zwycięskie walki w ówcześnie najbardziej prestiżowej organizacji MMA na świecie, PRIDE FC.
W 2008 roku stracił mistrzostwo Strikeforce, przegrywając przez decyzję z Joshem Thomsonem. Pas odzyskał w grudniu 2009 roku, pokonując Thomsona w walce rewanżowej (również przez decyzję). 11 kwietnia 2010 roku obronił tytuł przeciwko mistrzowi organizacji DREAM, Shinyi Aoki, wygrywając pojedynek zdecydowanie na punkty. Rok później w drugiej obronie pasa pokonał przez techniczny nokaut innego Japończyka, Tatsuyę Kawajiri. Siedem miesięcy później uporał się z kolejnym pretendentem, wygrywając pewnie przez jednogłośną decyzję z Jorge Masvidalem.
19 maja 2012 roku doszło do jego trzeciej walki z Joshem Thomsonem. Mimo że Melendez był zdecydowanym faworytem, pojedynek był niespodziewanie wyrównany. W 4. rundzie mistrz był nawet bliski pierwszej w swojej karierze porażki przed czasem, gdy Thomson wyszedł mu za plecy i próbował zakończyć walkę przez duszenie. Ostatecznie, po pięciu rundach boju sędziowie niejednogłośnie przyznali zwycięstwo Melendezowi.

### UFC
Na początku 2013 roku organizacja Strikeforce zakończyła swoje istnienie, a jej zawodnicy zostali włączeni w szeregi Ultimate Fighting Championship. Melendez już w swoim pierwszym występie w nowej organizacji otrzymał szansę walki o tytuł z jej mistrzem, Bensonem Hendersonem, do której doszło 20 kwietnia w San Jose. Po bardzo wyrównanym pojedynku sędziowie przyznali niejednogłośnie zwycięstwo Hendersonowi. Ten dobry występ oraz zwycięstwo w kolejnej emocjonującej walce przeciwko Diego Sanchezowi zapewniły Melendezowi drugą walkę o mistrzostwo UFC, która odbyła się w dniu 6 grudnia 2014 roku na gali UFC 181. Tym razem Melendez uległ broniącemu tytułu Anthony’emu Pettisowi, poddając się w 2. rundzie na skutek duszenia.
13 czerwca 2015 roku Melendez poniósł trzecią porażkę w UFC, gdy został pokonany przez niejednogłośną decyzję przez byłego mistrza organizacji Bellator, Eddiego Alvareza. Ponadto po walce został zdyskwalifikowany na rok z powodu pozytywnego wyniku testu antydopingowego. W jego organizmie wykryto ślady syntetycznego testosteronu.
Po odbyciu karencji za doping, 9 września 2017 na UFC 215 zmierzył się z Jeremym Stephensem z którym ostatecznie przegrał jednogłośnie na punkty, notując tym samym czwartą porażkę z rzędu.
8 czerwca 2019 roku Melendez powrócił do walk po prawie dwuletniej przerwie, na UFC 239 przegrał z Arnoldem Allenem, notując 8 porażkę w karierze z czego piątą z rzędu.

## Osiągnięcia
- 2002: IFC - Night of the Warriors – 1. miejsce
- 2004: mistrz WEC w wadze lekkiej
- 2006–2008: mistrz Strikeforce w wadze lekkiej
- 2009: tymczasowy mistrz Strikeforce w wadze lekkiej
- 2009−2013: mistrz Strikeforce w wadze lekkiej